# Marano di Valpolicella
Marano di Valpolicella es una localidad y comune italiana de 3.078 habitantes, ubicada en la provincia de Verona, en la región de Véneto. 

## Demografía
| Gráfica de evolución demográfica de Marano di Valpolicella entre 1861 y 2001 |
|                                                                              |
| fuente ISTAT - elaboración gráfica a cargo de Wikipedia                      |